# Lerm-et-Musset
Lerm-et-Musset (L’Èrm e Musset auf Gascognisch) ist eine französische Gemeinde mit 491 Einwohnern (Stand: 1. Januar 2022) im Département Gironde in der Region Nouvelle-Aquitaine (vor 2016: Aquitanien). Sie gehört zum Arrondissement Langon und zum Kanton Le Sud-Gironde. Die Einwohner werden Lermois genannt.

## Geografie
Lerm-et-Musset liegt 65 Kilometer südöstlich von Bordeaux und etwa 26 Kilometer südsüdöstlich von Langon. An der südwestlichen Gemeindegrenze verläuft der Fluss Ciron, im Norden sein Zufluss Barthos. Umgeben wird Lerm-et-Musset von den Nachbargemeinden Cudos im Norden, Lavazan im Nordosten, Marions im Nordosten und Osten, Goualade im Osten und Süden sowie Escaudes im Westen.

## Bevölkerungsentwicklung
| Jahr                       | 1962 | 1968 | 1975 | 1982 | 1990 | 1999 | 2006 | 2013 | 2020 |
| Einwohner                  | 529  | 454  | 400  | 360  | 360  | 399  | 444  | 488  | 476  |
| Quellen: Cassini und INSEE |      |      |      |      |      |      |      |      |      |

## Sehenswürdigkeiten
Siehe auch: Liste der Monuments historiques in Lerm-et-Musset
- Kirche Notre-Dame in Lerm
- Kirchruine Saint-Martin in Musset
- Alte Wassermühle am Ruisseau de Barthos

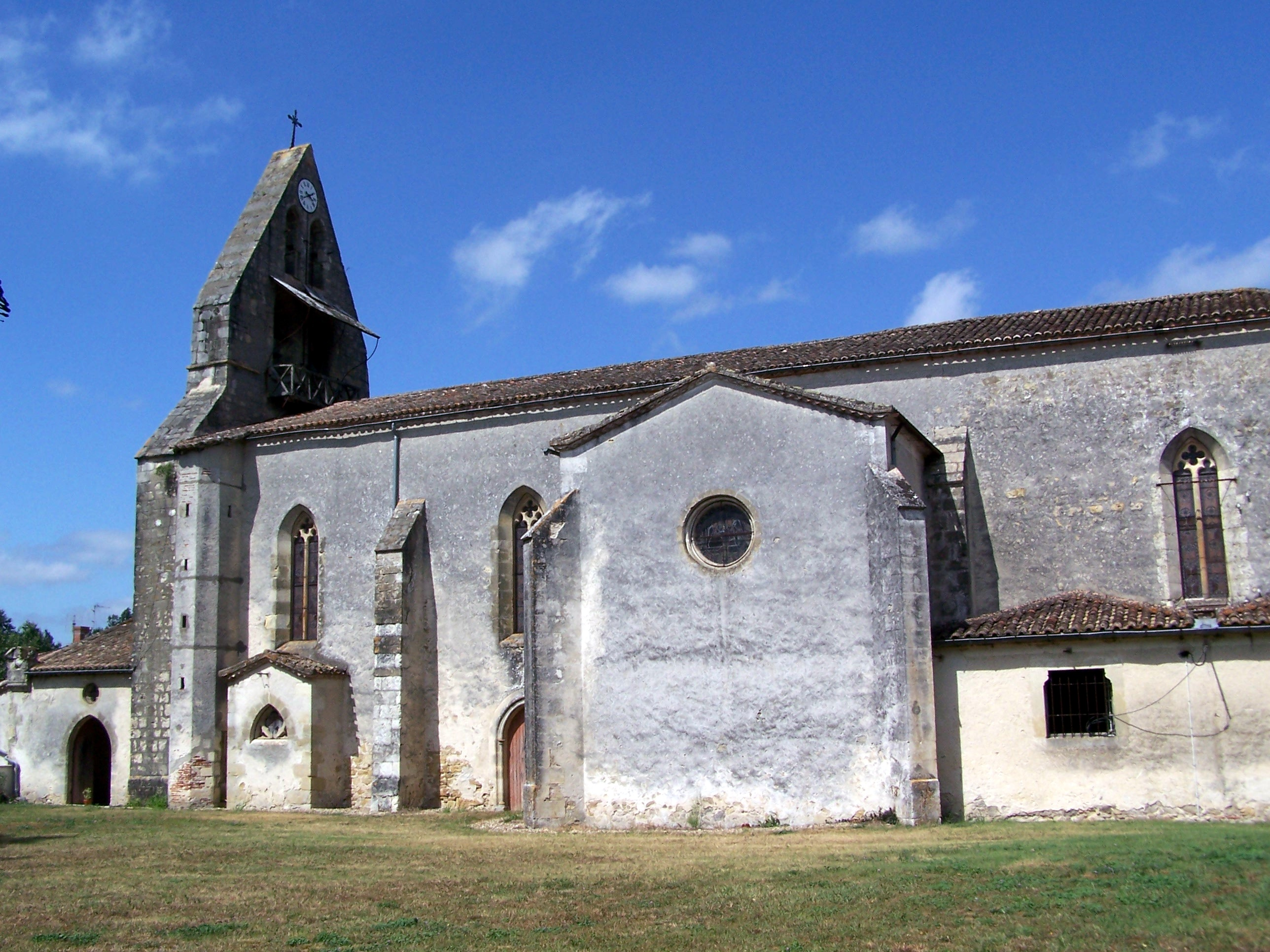
Kirche Notre-Dame in Lerm
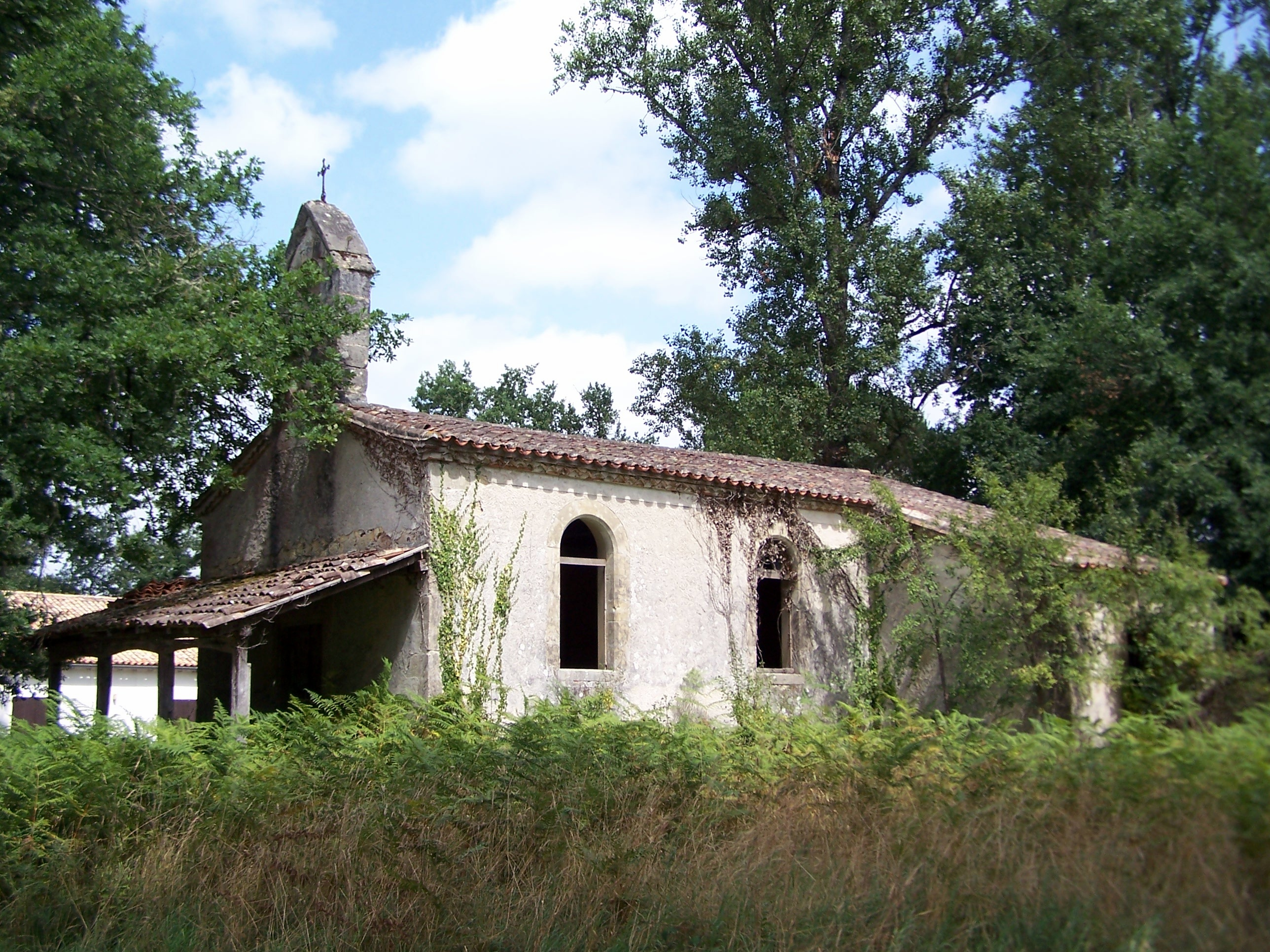
Kirchruine Saint-Martin
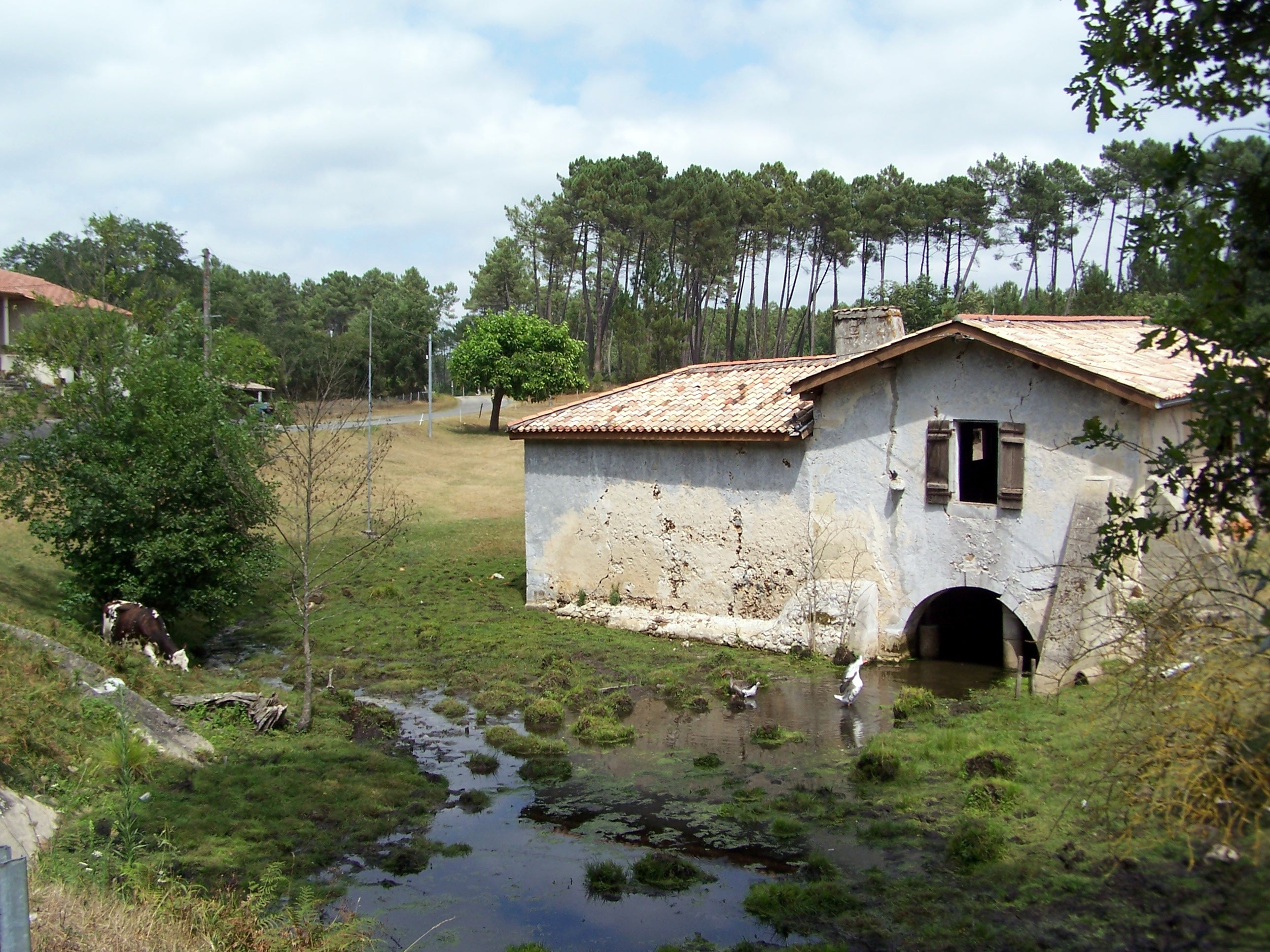
Alte Wassermühle